# ایوانزویل (ویرجینیای غربی)
ایوانزویل (به انگلیسی: Evansville) یک منطقهٔ مسکونی در ایالات متحده آمریکا است که در شهرستان پرستون، ویرجینیای غربی واقع شده‌است.